# Guioa scalariformis
Guioa scalariformis là một loài thực vật thuộc họ Sapindaceae. Đây là loài đặc hữu của Papua New Guinea.